# Kenvelo

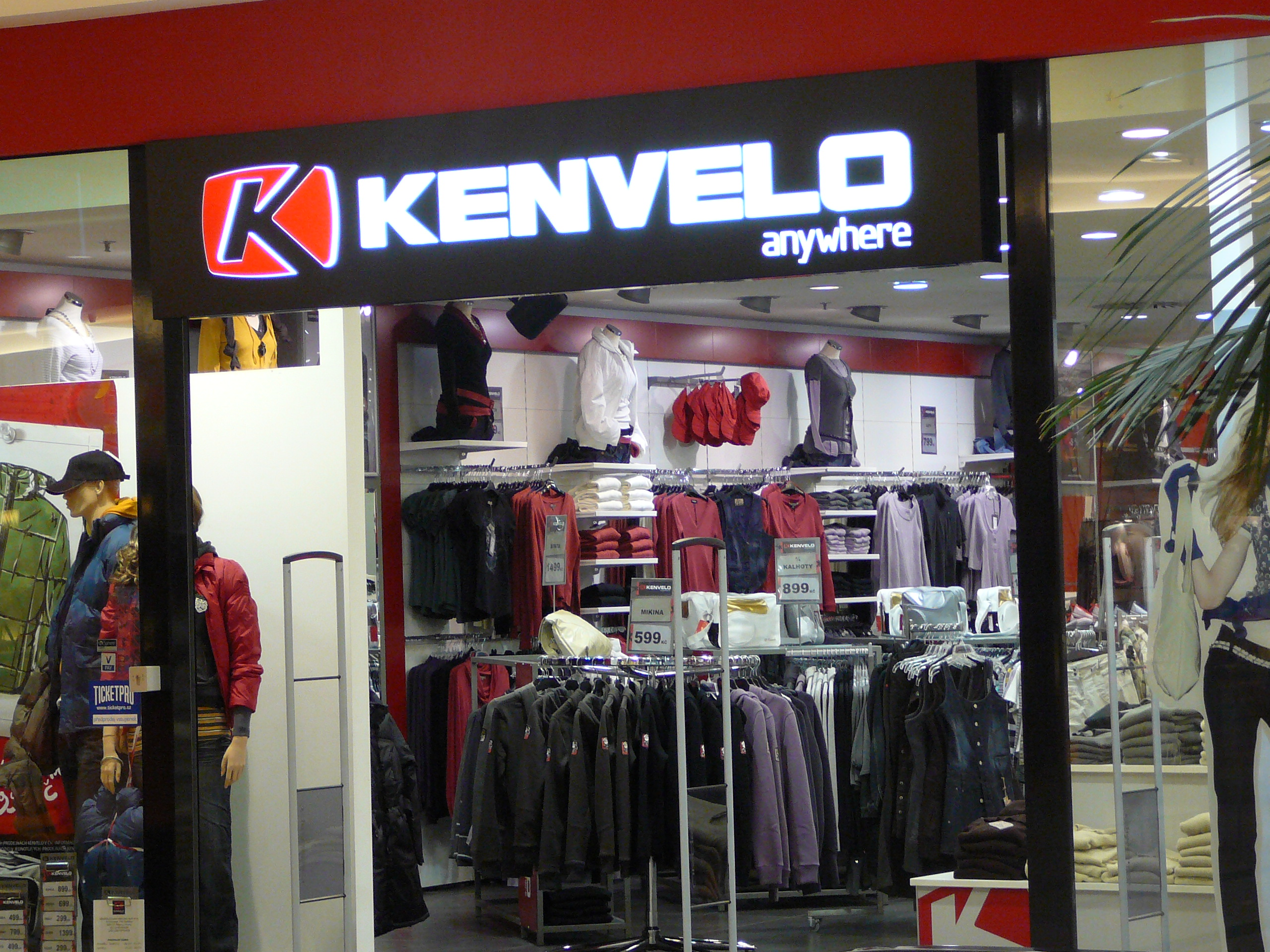
Kenvelo, Vaňkovka, Brno

A Kenvelo egy cseh ruházati márka, mely 1991-ben indult ki Říčanyból, Prága mellől. Ma már 19 országban megtalálható: Ausztriában, Albániában, Bulgáriában, Fehéroroszországban, Csehországban, Németországban, Észtországban, Horvátországban, Izraelben, Magyarországon, Litvániában, Lettországban, Máltán, Lengyelországban, Romániában, Oroszországban, Ukrajnában, Szerbiában, Szlovákiában valamint az Egyesült Királyságban. 2004-ben a cég forgalma 4,5 milliárd korona volt.
A céget két izraeli, Dany Himi és David Dahan alapította. A cég neve a héber „ken”
(igen) és „lo” (nem) szavak összekapcsolásából alakították ki, így a jelentése: „igen és nem” (כן ולא).

## Külső hivatkozások
- Hivatalos oldal Archiválva 2007. szeptember 27-i dátummal a Wayback Machine-ben